# 대한민국 제6대 대통령 선거 통한당 후보 선출
대한민국 제6대 대통령 선거 통한당 후보 선출은 1967년 대통령 선거를 위해 통한당이 후보를 결정한 걸 말한다.

## 개요
추풍회는 1967년 3월 25일 전당대회에서 당명을 통한당으로 개칭하고 대통령 후보로 오재영 전 의원을 지명했다.
이후 오재영 후보는 "윤보선 신민당 후보, 서민호 대중당 후보, 김준연 민중당 후보, 전진한 한독당 후보 등 네 후보는 모두 과거 한민당의 당적을 가졌던 같은 족보의 인사들"이라며 야권 단일화를 추진해야 한다고 주장하였다.

## 같이 보기
- 대한민국 제6대 대통령 선거